# Microsoft Developer Network

Logo actuel.

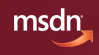
Ancien logo.

Le Microsoft Developer Network (MSDN) est la section de l'entreprise Microsoft qui s'occupe de ses relations avec les développeurs.

## Développeurs concernés par le MSDN
Plusieurs types de développeurs peuvent être concernés :
- Les développeurs hardware s'intéressant aux systèmes d'exploitation (OS) de Microsoft.
- Les développeurs travaillant sur des bibliothèques d'abstraction multi plates-formes, comme ACE, POCO ou encore ICE.
- Les développeurs utilisant des interfaces de programmation (API) et des langages de script d'applications Microsoft.

La communication au sein du MSDN se fait par plusieurs moyens : sites web, listes de diffusion, conférences ou conférence en ligne de développeurs, articles de presse, blogs et distribution de DVDs.

## Service d'information
Le MSDN offre un service d'information publié par Microsoft à l'attention des développeurs. Bien que le sujet principal soit la plate-forme Microsoft .NET, on y trouve aussi des articles sur la programmation en général.
La plupart de ces ressources sont disponibles gratuitement en ligne, alors que d'autres ne sont accessibles que via une inscription à une liste de diffusion.
En fonction du niveau d'inscription, les développeurs peuvent recevoir des versions bêta des systèmes d'exploitation Microsoft, ou d'autres produits Microsoft (applications Microsoft Office, Microsoft Visual Studio, etc.).
Certains établissements d'enseignement supérieur font partie du programme MSDN Academic Alliance, qui offre des accès à MSDN à leurs étudiants (en informatique principalement).

## Magazine MSDN
Microsoft publie le contenu éditoral du Magazine MSDN, une publication mensuelle.

## Nouvelle version
MSDN2 a ouvert en novembre 2004 comme source d'information pour les interfaces de programmation Visual Studio qui incluent maintenant un code conforme aux standards du W3C pour les sites web et une amélioration du support pour les navigateurs alternatifs à la place de Internet Explorer dans l'API du Navigateur web.

## Mix
Depuis 2006, Microsoft organise une manifestation annuelle, désignée par « Mix AA », où « AA » désigne l'année. En 2006, Mix 06 est la première historique ; elle est suivie en 2007 par Mix 07 et  en 2008 par Mix 08.

## MSDN Library
Cette section de MSDN regroupe l'intégralité des API Windows, du plus bas niveau (écriture de drivers) au plus haut (développement de modules pour les produits Microsoft comme Visual Studio ou SQL Server).
C'est la référence incontournable (car officielle) pour tout développement logiciel sur Windows, au point que beaucoup de sites dédiés au développement appellent MSDN « tout court » la seule section MSDN Library.
Toutefois, seules les sections générales existent en plusieurs langues : la quasi-totalité des documentations détaillées n'existent qu'en anglais.